# Honorat Kozminski
Blaženi Honorat Kozminski, rođen kao Florentyn Wacław Koźmiński (Biała Podlaska, 16. listopada 1829. – Nowe Miasto nad Pilicą, 16. prosinca 1916.), bio je poljski redovnik iz Reda manje kapucinske braće; proglašen je blaženim od pape Ivana Pavla II. 1988. godine.
Nakon školovanja u Płocku, studirao je arhitekturu u Varšavi, gdje su ga 1846. uhapsile carske trupe pod optužbom da je bio dio tajne domoljubne organizacije. Tijekom zatočeništva sazrio je svoje vjersko zvanje i 1848. stupio je kao fratar među kapucine iz samostana Lubartów, gdje je zaređen za svećenika 27. prosinca 1852. godine.
Unatoč ozračju snažnog neprijateljstva, koje su ruski okupatori imali prema Rimokatoličkoj Crkvi u Poljskoj, potajno je izvršio svoj apostolat, utemeljujući brojne tajne vjerske zajednice. Od brojnih zajednica koje je osnovao još uvijek postoji sedamnaest.
Veliki propagator pobožnosti prema Djevici Mariji, otac Koźmiński proglašen je slugom Božjim 16. ožujka 1987., a papa Ivan Pavao II., proglasio ga je blaženim u Rimu 16. listopada 1988. godine.
Spomendan mu je 16. prosinca.